# Fucheng (Mianyang)

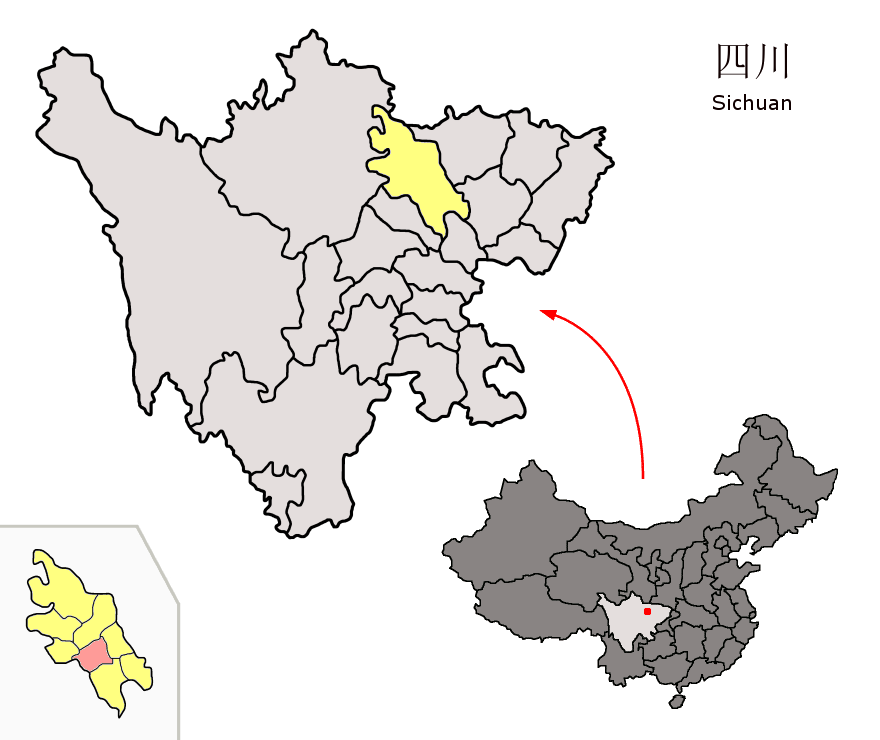
Lage der beiden Stadtbezirke Fucheng und Youxian (rosa) in Mianyang (gelb).

Der Stadtbezirk Fucheng (chinesisch 涪城区, Pinyin Fúchéng Qū) ist ein Stadtbezirk der bezirksfreien Stadt Mianyang in der chinesischen Provinz Sichuan. Er hat eine Fläche von 556,3 Quadratkilometern und zählt 1.298.524 Einwohner (Stand: Zensus 2020). 2004 betrug die Einwohnerzahl 620.000.

## Administrative Gliederung
Der Stadtbezirk Fucheng setzt sich aus neun Straßenvierteln, vierzehn Großgemeinden und zwei Gemeinden zusammen. Diese sind:
- Straßenviertel Chengxiang 城厢街道 51.343 Einwohner
- Straßenviertel Chengbei 城北街道 49.505 Einwohner
- Straßenviertel Gongqu 工区街道 86.901 Einwohner
- Straßenviertel Nanshan 南山街道 48.086 Einwohner
- Straßenviertel Chaoyang 朝阳街道 33.766 Einwohner
- Straßenviertel Gaoxinqu 高新区街道 43.971 Einwohner
- Großgemeinde Fenggu 丰谷镇 16.756 Einwohner
- Großgemeinde Guandi 关帝镇 9.946 Einwohner
- Großgemeinde Tangxun 塘汛镇 33.743 Einwohner
- Großgemeinde Qingyi 青义镇 18.157 Einwohner
- Großgemeinde Longmen 龙门镇 11.847 Einwohner
- Großgemeinde Shitang 石塘镇 38.537 Einwohner
- Großgemeinde Wujia 吴家镇 17.470 Einwohner
- Großgemeinde Yangjia 杨家镇 13.768 Einwohner
- Großgemeinde Jinfeng 金峰镇 11.627 Einwohner
- Großgemeinde Yuhuang 玉皇镇 10.102 Einwohner
- Großgemeinde Xinzao 新皂镇 17.015 Einwohner
- Großgemeinde Hebian 河边镇 12.446 Einwohner
- Großgemeinde Mojia 磨家镇 10.800 Einwohner
- Großgemeinde Yongxing 永兴镇 33.026 Einwohner
- Gemeinde Chengjiao 城郊乡 93.190 Einwohner
- Gemeinde Shidong 石洞乡 9.399 Einwohner